# Jaroslav Kolář
Jaroslav Kolář (8. září 1908 – 9. listopadu 1980) byl český a československý odborář a politik Komunistické strany Československa; poválečný poslanec Ústavodárného Národního shromáždění a Národního shromáždění ČSR.

## Biografie
Po parlamentních volbách v roce 1946 byl zvolen poslancem Ústavodárného Národního shromáždění za KSČ. Mandát nabyl ale až dodatečně jako náhradník v září 1947 poté, co rezignoval poslanec Bedřich Spáčil. V parlamentu setrval do konce funkčního období, tedy do voleb do Národního shromáždění roku 1948, v nichž byl zvolen do Národního shromáždění za KSČ ve volebním kraji Praha. Mandát zastával do konce funkčního období, tedy do roku 1954.
Počátkem 50. let působil jako tajemník Ústřední rady odborů. Od roku 1949 byl členem představenstva ÚRO a od roku 1952 i členem sekretariátu. Kromě toho se v lednu 1952 jistý Jaroslav Kolář uvádí jako náměstek ministra pracovních sil. Na sjezdu ÚRO roku 1957 ho ve funkci tajemníka této odborové centrály nahradil Bedřich Kozelka. Byl pak jmenován náměstkem ministra zdravotnictví. V roce 1963 se stal předsedou odborového svazu zaměstnanců ve zdravotnictví.
Po nástupu normalizace zařadil Ústřední výbor Komunistické strany Československa jistého Jaroslava Koláře narozeného roku 1908 mezi „exponenty pravice“. Profesně je tehdy uváděn jako pracovník nemocnice Bulovka, Praha 8.